# Kosmos 2409
Kosmos 2409, ruski vojni komunikacijski satelit iz programa Kosmos. Vrste je Strijela-3 (br. 154 L (454)).
Lansiran je 23. rujna 2004. godine u 15:07 s kozmodroma Pljesecka u Rusiji. Lansiran je u nisku orbitu oko planeta Zemlje raketom nosačem Kosmos-3M 11K65M. Orbita mu je 1473 km u perigeju i 1494 km u apogeju. Orbitna inklinacija mu je 82,48°. Spacetrackov kataloški broj je 28419. COSPARova oznaka je 2004-037-B. Zemlju obilazi u 115,63 minute. 
Strijela-3 su sateliti namijenjeni vojnim i vladinim komunikacijama. Bili su jednostavni sustav pohrane-ispuštanja posebice koristan u prosljeđivanju (relejno) neesencijalna prometa između Ruske Federacije i prekomorskih postaja ili snaga.
Jedan je od dvaju lansiranih satelita lansiranih 23. rujna 2004. godine. Svi su u orbiti, uključujući i dio koji se odvojio tijekom misije.

## Vanjske poveznice
- N2YO.com Search Satellite Database
- Celes Trak SATCAT Format Documentation (engl.)
- Kunstman  Arhivirana inačica izvorne stranice od 12. kolovoza 2019. (Wayback Machine) Satellites in Orbit (engl.)